# Karen Girl's
Karen Girl's (可憐Girl's, Karen Gāruzu) foi um grupo idol Japonês formado em 2008 pela agência de talentos Amuse.

## História
O grupo foi formado a partir de crianças do ensino fundamental, como resultado de uma audição que foi realizada pela agência de talentos Amuse, que publicou os registros na gravadora Geneon Universal Japan. O grupo foi introduzido como um grupo-irmã do grupo idol Perfume. O grupo canta várias músicas-tema do anime Zettai Karen Children. Após o término do anime, em 31 de março de 2009, o grupo encerrou suas atividades.
Em 2010, Ayami Muto (AYAMI) e Suzuka Nakamoto (SUZUKA) se tornaram integrantes-fundadoras do Sakura Gakuin, um grupo idol criado pela agência de talentos Amuse.

## Integrantes
| Nome   | Nome Real                    | Data de Nascimento     | Local de Nascimento |
| ------ | ---------------------------- | ---------------------- | ------------------- |
| AYAMI  | Ayami Muto (武藤彩未)        | 29 de abril de 1996    | Ibaraki             |
| YUIKA  | Yuika Shima (島ゆいか)       | 20 de setembro de 1996 | Kumamoto            |
| SUZUKA | Suzuka Nakamoto (中元すず香) | 20 de dezembro de 1997 | Hiroshima           |

## Discografia

### Álbuns
| Ano  | Detalhes do álbum                                                                                 | Desempenho nas paradas musicais | Desempenho nas paradas musicais |
| Ano  | Detalhes do álbum                                                                                 | JPN Oricon                      | JPN Billboard                   |
| ---- | ------------------------------------------------------------------------------------------------- | ------------------------------- | ------------------------------- |
| 2009 | Fly To The Future - Lançado: 25 de fevereiro de 2009 - Gravadora: Geneon - Formato(s): CD, CD+DVD | 19                              | 52                              |

### Singles
| No. | Título                              | Data de lançamento     | Desempenho nas paradas musicais | Desempenho nas paradas musicais | Gravadora |
| No. | Título                              | Data de lançamento     | Oricon Weekly Singles Chart     | Oricon Weekly Singles Chart     | Gravadora |
| No. | Título                              | Data de lançamento     | Melhor posição                  | Semanas nas tabelas             | Gravadora |
| --- | ----------------------------------- | ---------------------- | ------------------------------- | ------------------------------- | --------- |
| 1   | "Over the Future" (Over The Future) | 25 de Junho de 2008    | 17                              | 11                              | Geneon    |
| 2   | "My Wings" (MY WINGS)               | 26 de Novembro de 2008 | 26                              | 8                               | Geneon    |